# Tent
Tent - płótno lub brezent rozpinane nad pokładem statku, stanowiące dach chroniący przed słońcem lub deszczem.